# Lourdes (nome)
Lourdes  è un nome proprio di persona spagnolo, catalano e portoghese femminile.

## Varianti
- Spagnolo: Lorda[2], Lurdes[3]
- Portoghese: Lurdes[1]

### Varianti in altre lingue

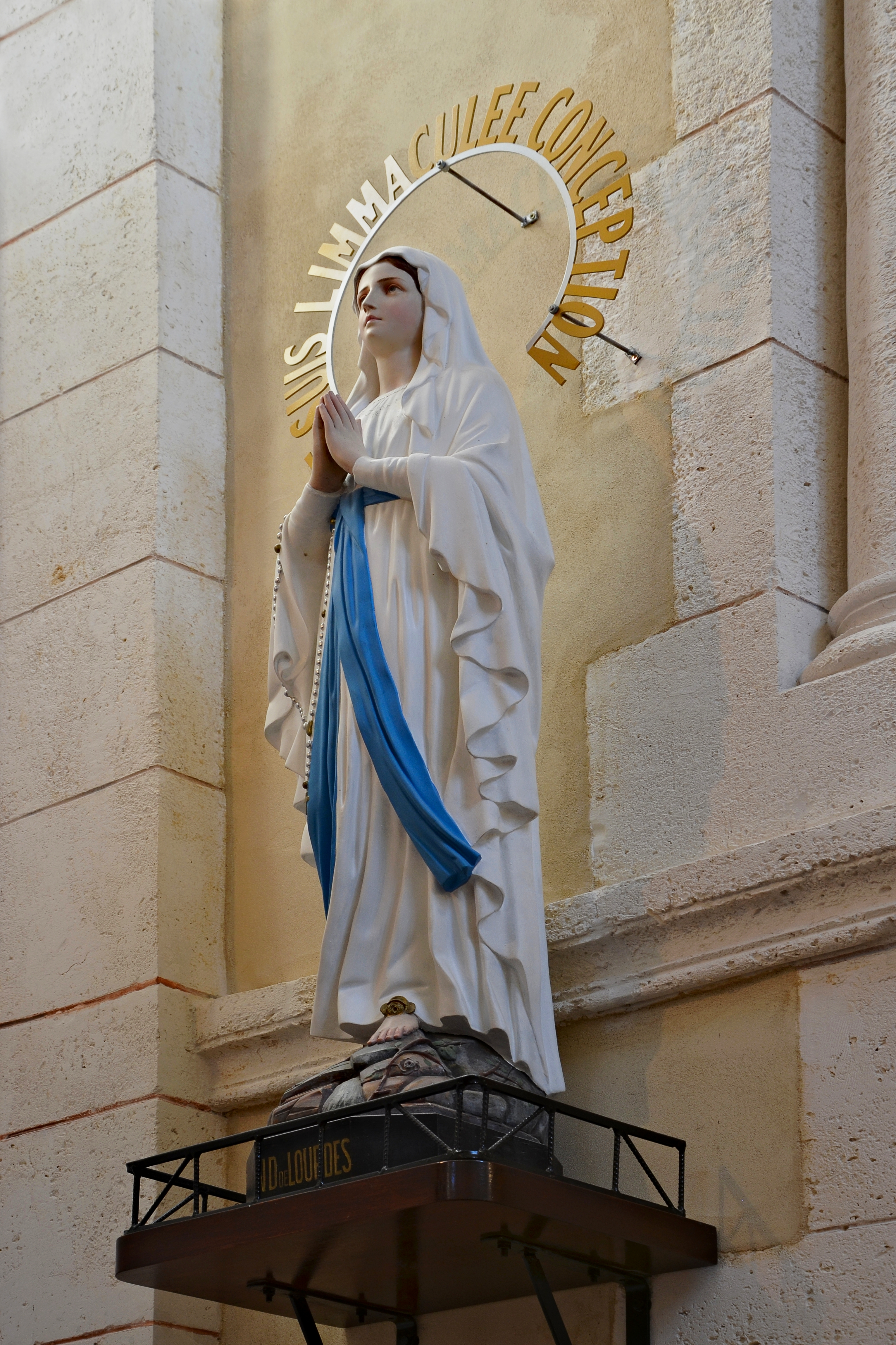
Statua raffigurante la Madonna di Lourdes nella Cappella di Notre-Dame di Chalais

- Basco: Lorda[2]

## Origine e diffusione
Deriva dal nome della città occitana di Lourdes, adottato come nome di persona dai cattolici a partire dal tardo XIX secolo, quando divenne meta di pellegrinaggio per via dell'apparizione mariana che vi ebbe luogo e che coinvolse la giovane Bernadette Soubirous. Primariamente spagnolo, è in uso anche in altre lingue.
L'etimologia del toponimo è molto incerta; secondo una leggenda deriverebbe dal nome del saraceno Mirat che, convertitosi al cattolicesimo, si ribattezzò Lorus, mentre altre tesi lo ricollegano al vocabolo basco lorde ("altura costiera"). Altre fonti sostengono invece che l'unica ipotesi plausibile - consistente con alcune antiche forme del nome, Lorda e Lorde - sarebbe quella che lo ricollega al latino luridus ("pallido", "cereo", "spettrale"), forse il cognomen di un proprietario terriero romano che passò poi ad indicare l'intera città.

## Onomastico
L'onomastico si festeggia l'11 febbraio, festività della Madonna di Lourdes.

## Persone

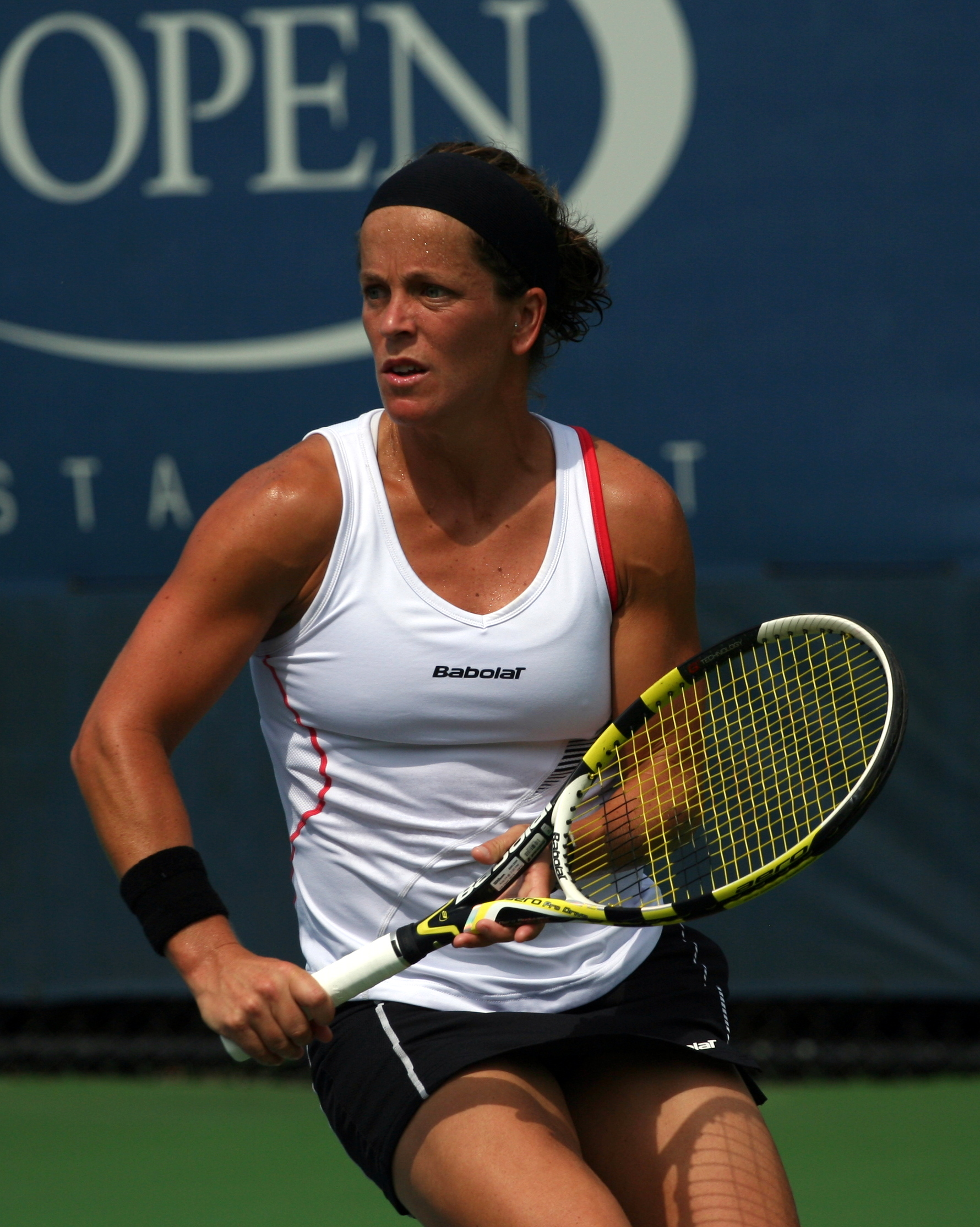
Lourdes Domínguez Lino

- Lourdes Arévalos, modella paraguaiana
- Lourdes Becerra, nuotatrice spagnola
- Lourdes Benedicto, attrice statunitense
- Lourdes Domínguez Lino, tennista spagnola
- Lourdes Cecilia Fernández, cantante e attrice argentina
- Lourdes Flores, avvocato e politica peruviana
- Lourdes Lozano, schermitrice messicana
- Lourdes Peláez, cestista spagnola
- Lourdes Roldán, schermitrice messicana
- Lourdes Valera, attrice venezuelana